# Polka paraguaya
La polka paraguaya es un género de música popular de carácter vocal o instrumental. Previo a este género, en el periodo anterior a la independencia del Paraguay, los estilos más practicados a comienzos del siglo XIX eran los ritmos de origen jesuítico y español. La fecha de origen de la polka paraguaya es inexacta, pero se sabe que el 27 de noviembre de 1858 el periódico El Semanario cita en sus páginas que el pueblo paraguayo bailó por primera vez su polka. Por esta razón, alcanzó mayor difusión desde mediados del siglo XIX, primero en Paraguay y luego en la región del Río de la Plata. El nombre de este estilo musical proviene de Europa, específicamente de la polca bohemia. Con el paso del tiempo, la polka paraguaya adquirió su propia identidad combinando ritmos ternarios, binarios y síncopas.
La palabra deriva de aquella danza europea proveniente de Bohemia, originado en 1830. Este estilo consistía en bailes de parejas enlazadas e independientes. Posteriormente comenzó a invadir los salones europeos hacia 1840 y se expandió hacia los demás continentes. Así, se difundió en Paraguay a mediados del siglo XIX entre las demás danzas de salón, el cual gozó de notable aceptación en los círculos sociales de Asunción. Con el tiempo, el nombre «polka paraguaya» fue adoptado  por el pueblo paraguayo, para definir a la música popular paraguaya de antigua data y de ritmos bien diferentes. En guaraní este género es denominado purahéi, término que también significa canción, canto o tema musical. A lo largo del siglo XX varios músicos intentaron sustituir el nombre de polka por Kyre´ÿ, Techagau o Danza paraguaya.
El 1 de julio de 2011, el Congreso Nacional promulga la celebración del Día de la Polka Paraguaya el 15 de septiembre de cada año, mediante la Ley N.º 4366. En esta fecha también se conmemora el aniversario de fallecimiento de Luis Alberto del Paraná y Emiliano R. Fernández, dos de los mayores exponentes de este estilo. Las primeras piezas de polka, que datan del siglo XIX, son Campamento Cerro León, Alfonso Loma, Mamá Kumandá, Che Lucero Aguaity, Ndarekói La Culpa y Carretaguy.

## Historia

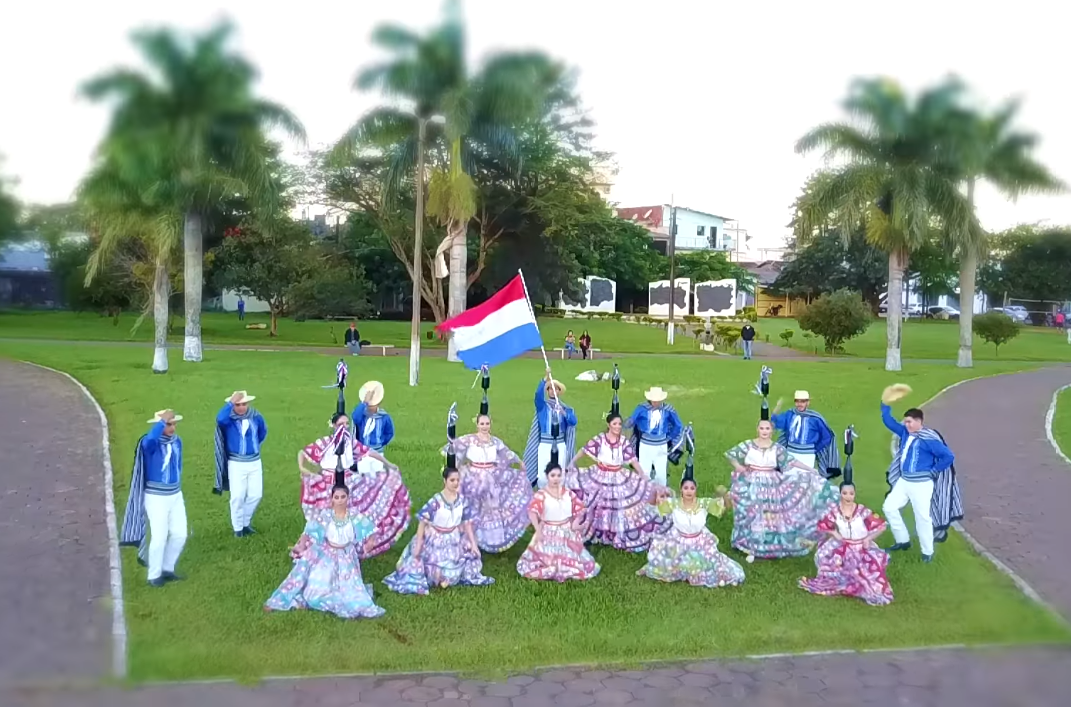

La polka paraguaya nace desde la época de la conquista española y la evangelización de los nativos. Por las reducciones jesuíticas comenzaron a divulgarse las canciones y danzas españolas, las cuales con el correr del tiempo fueron transformándose paulatinamente y adoptó el cancionero típico de 6 por 8. Las primeras referencias al género completamente metamorfoseado datan del siglo XIX, en la época de Carlos Antonio López. La polka deriva de la palabra checa pulka, que significa mitad, por el «medio paso» o «sobrepaso» que se da al bailar. En 1840 un maestro de danza de Praga popularizó la polca llevándola a los salones parisinos, donde absorbió la influencia local para luego difundirse en el resto de Europa. En 1845, llegó a los salones de baile de Buenos Aires y Asunción, donde no tardó en ser asimilada por los locales. Por la popularidad de esta danza los paraguayos adoptaron esta denominación para nombrar a la polka paraguaya, cuya música y ritmos son inherentes a las danzas nacionales. 
Se desconoce a los autores de las primeras polkas paraguayas, pero los temas más difundidos en la segunda mitad del siglo XIX fueron Campamento Cerro León, Mamá Chemosé, Alfonso Loma, London Karapé, Solito, Che Lucero Aguaity, Ndarekói La Culpa, Carretaguy, Guaivî Pysapê, entre otros. La mayoría de las composiciones son cantadas, aunque existe un cierto número de polcas instrumentales, principalmente entre las más folclóricas y antiguas.
En la década de 1920, el joven compositor José Asunción Flores tomó elementos de la polka paraguaya para crear un nuevo estilo de música popular, bastante similar pero más lento y hasta melancólico, denominado guarania. Este se convirtió en un género practicado posteriormente por un gran número de los intérpretes de polkas y también por compositores iniciados en la música. En la década de 1970, el músico Oscar Nelson Safuán, exiliado en Brasil, se inspiró en la polka paraguaya, la guarania, y en los ritmos e instrumentos indígenas para crear la avanzada, un estilo popular y de gran aceptación en la danza.

## Características
Los elementos constitutivos de ésta música se hallan en la música de los conquistadores españoles. En la polka paraguaya no se encuentran influencias indígenas, salvo en la utilización del idioma guaraní hablado por criollos y mestizos. Tampoco se observa la influencia de la raza negra o de otras corrientes migratorias debido a los escasos registros de esos grupos en la diáspora paraguaya. Los instrumentos musicales que se utilizan con más frecuencia en las interpretaciones son la guitarra y el arpa paraguaya. No obstante numerosos músicos también lo hacen con instrumentos de viento y percusión tales como el trombón, trompeta, clarinete, tambor, redoble, platillos, y otros. Desde la segunda mitad del siglo XX se impuso la utilización de instrumentos electrónicos el cual dio origen a la "polka electrónica", interpretada generalmente en su variante yaje'o (quejumbroso en guaraní). También se realizaron versiones, conciertos y grabaciones con instrumentos propios de una orquesta sinfónica, como las de la Orquesta Sinfónica de Asunción.
El ritmo es de 6/8 como casi todos los ritmos sudamericanos, pero su característica esencial radica en la simultaneidad rítmica: dos tiempos en la melodía y tres en el acompañamiento, algo que se conoce como "polirritmia simultánea". Desde el punto de vista armónico, mantiene progresiones y acordes similares a la música practicada en las misiones jesuíticas de la época colonial. A partir de un patrón rítmico similar pero con diverso carácter, se encuentran distintos subgéneros o variaciones de la polka, entre ellas la polka syryry, el kyre´y, la polka popó, el chamamé, la polka canción, la polka valseada, la polka jekutu y el purahéi jahe'o. La polka electrónica, conocida también como polka yaje'o debido a que se enfoca en esta temática, como su nombre lo dice, se interpreta con sintetizadores y teclado electrónico, y posee una amplia difusión en las zonas rurales de Paraguay. A lo largo y ancho del Paraguay existe una gran cantidad de academias de danza públicas y privadas en la cual los estudiantes, principalmente niñas y mujeres y a veces niños y adultos, aprenden a bailar polkas, junto a otros estilos latinos.
También es parte del acervo cultural, el compuesto (estilo de narración cantada), el rasguido doble y el valseado. Países de la región comparten el gusto y el cultivo de la polka paraguaya, como en la región del nordeste argentino donde es característico el chamamé, y también en Brasil. En términos génerales, se habla de que la verdadera polka paraguaya es la interpretada por guitarras y arpas; su contraparte, la polka jahe'o, interpretada electrónicamente, recibe ese nombre peyorativo por el estilo pesimista de las canciones. La polka paraguaya de arpas y guitarras tiene aceptación general entre los ciudadanos paraguayos, con piezas musicales cuyas líricas elaboradas tratan sobre batallas épicas, conflictos filosóficos, poesías cantadas y momentos vividos; mientras que la polka electrónica es aceptada por el vulgo, es también rechazada por un sector de la población quienes la consideran «de mal gusto», por las letras chabacanas y por emplear patrones musicales monótonos y genéricos.

## Variantes

#### Polka tradicional
La polka tradicional es la original interpretada desde mediados del siglo XIX. Sus instrumentos claves son el arpa paraguaya y la guitarra criolla, aunque a veces emplea o alterna el requinto y el acordeón. Desde su génesis hasta la actualidad continúa siendo la máxima forma de expresión del acervo cultural y folclórico del Paraguay. Muchos artistas de este estilo son de renombre nacional que lograron trascender fronteras gracias al ingenio y cualidad de cultor en el ámbito musical. En los últimos años ha ido combinándose con otros ritmos como el Nuevo Cancionero, el Jazz y el Rock. Ejemplos de artistas en este estilo son Luis Alberto del Paraná, Berta Rojas, Francisco Russo, Félix Pérez Cardozo, Mauricio Cardozo Ocampo, entre otros.

#### Polka electrónica y polka quejumbrosa
También conocido como purahéi asy o música jahe'o, es la versión primitiva de la polka paraguaya. Emplea patrones musicales más orientados al chamamé paraguayo (distinto al chamamé correntino). Se le conoce también como polka yaje'o (en guaraní jahe'o, que significa quejumbroso). Se tocaba de forma tradicional con instrumentos de cuerda y más tarde, desde la década de 1990, comenzó a emplear instrumentos electrónicos como sintetizadores y teclado electrónico. Si bien hay covers de la polka tradicional en este estilo, las nuevas composiciones de polka electrónica son mayormente ejecutadas en su versión quejumbrosa. Tiene mayor difusión en las zonas rurales y la mayoría de los compositores son disc-jockeys que no cuentan con una formación académica en polka tradicional culta. Ejemplos de purahéi asy serían artistas como Dúo Pérez-Peralta, Dúo Mongelos-Torales, Dúo Quiñonez-Moray y Odilio Román (purahéi electrónico).

#### Polka vacilona
Es la polka interpretada de manera cómica y con temáticas que rozan lo jocoso. Su precursor y único exponente es el conjunto Los Alfonsinos, creado por Quemil Yambay, un músico oriundo de Santa Elena. Entre 1960 y 2016, Quemil Yambay y Los Alfonsinos realizaron un promedio de 200 presentaciones anuales, y grabaron más de 30 discos de larga duración. Este grupo obtuvo dos Discos de Oro en 1978 y 1992 por los altos índices comercial de sus materiales discográficos. Actuaron en numerosas ocasiones en Buenos Aires. El líder y vocalista Yambay destacó también como imitador ya que llegó a reproducir los sonidos de hasta 100 animales, uno de los atractivos adicionales del repertorio musical del grupo. En 2016 se retiraron de la escena musical tras 56 años de trayectoria.

#### Polka correntina
En Corrientes y en Paraguay la forma musical binaria europea de la polca se modifica convirtiéndose en una forma musical ternaria. En esta modificación se comprueba cómo el pueblo, creador anónimo permanente, recibe los elementos del complejo cultural que lo rodea, previa selección, asimilación y posterior recreación hasta convertirlos en la expresión que lo represente en su carácter, en su estilo de vida, a su tierra. La polka se convirtió en la danza nacional del Paraguay, ejecutada siempre con arpa paraguaya y guitarra, un hecho verídico y plausible de que le da una musicalidad propia. En su momento el arpa era ejecutada en la polca de Argentina hasta que en la segunda mitad del siglo XIX, el acordeón comienza a aparecer en las poblaciones rurales, un instrumento que desplaza al arpa paraguaya, quedando como exclusiva y circunscrita al Paraguay. Con la paulatina imposición del acordeón como instrumento clave del folclore de Corrientes, este instrumento de origen alemán presenta dificultades en la ejecución, lo cual propicia que la polca correntina pierda rapidez, haciéndose más pausada que la paraguaya. El siglo XX trae aparejado otra conmoción coreográfica: el tango y la milonga hacen su aparición en los suburbios de Buenos Aires, y con ellas el bandoneón, que es aceptado en la campaña mesopotámica, compartiendo las preferencias con el acordeón y a veces reemplazándolo.

#### Polka fusión
Es el estilo de polka surgido en el siglo XXI y que comenzó a ganar terreno desde la década del 2010. Se caracteriza por combinar la polka paraguaya con la reminiscencia musical de otros géneros como el jazz, el rock, la milonga, la chacarera, el bolero, entre otros. A diferencia de lo que sucedió con la guarania y la avanzada, que son los primeros antecedentes de una polka con sonidos experimentales, la polka fusión no adopta cambios radicales sino la reminiscencia de los géneros mencionados. Los grupos musicales emergentes conservan la característica de la polka, como el empleo ahínco de la síncopa. Algunas de las bandas que incursionan en esta experimentación musical son Tierra Adentro, Purahéi Soul y Pedro Martínez.

## Autores, compositores y representantes
Algunos de los autores y compositores de polka paraguaya más destacados son Agustín Pío Barrios, Carlos Talavera, Oscar Cardozo Ocampo, Mauricio Cardozo Ocampo, Hilarión Correa, Neneco Norton, Emigdio Ayala Báez, Florentín Giménez, Herminio Giménez, Emiliano R. Fernández, Maneco Galeano, Eladio Martínez, Juan Carlos Moreno González, Emilio Biggi, Rafael Paeta, Félix Fernández, Carlos Noguera, Emilio Bobadilla Cáceres, Agustín Barboza, entre otros. Los intérpretes más icónicos son Juan Cancio Barreto, Francisco Russo, Alberto de Luque, Berta Rojas, Grupo Generación, Grupo Tekové, Betty Figueredo, Grupo Ñamandu, Cayo Sila Godoy, Luz María Bobadilla, Félix Pérez Cardozo, Luis Bordón, Conjunto Folclórico Perurimá, Voces Japay de La Colmena, Oscar Gómez, Los 3 Sudamericanos, Jazmín del Paraguay, Grupo Vocal Dos, Grupo Estilos, Grupo Esencia Juvenil, Grupo Onda Bohemia, Orquesta Típica Orrego, Los Cumbreños, Los Corales, Los Ojeda, Vicky Diaz y su Grupo Marandu, Que Peña, etcétera.

## Algunas de las polkas más conocidas[10]
- Adiós Che Parajekue (letra: Emiliano R. Fernández; música: Félix Pérez Cardozo)
- A Mi Tierra (Luis Alberto del Paraná)
- Amor y Rosa (Hilarión Correa)
- Acuarela Paraguaya (Luis Alberto del Paraná)
- Pájaro Campana (José del Rosario Diarte)
- Canción A Villa Florida (Hilarión Correa)
- Acosta Ñu (letra: Federico Riera; música: Emilio Bigi)
- Galopera (Mauricio Cardozo Ocampo)
- Canto Al Paraguay (Aparicio de los Ríos y José Altinier)
- Carreta Guy (José del Rosario Diarte)
- Ñane Mitârô Guare (Crispiniano Martínez)
- Pájaro Choguy (Guillermo Breer)
- Che Kamba Resa Jajái (Hilarión Correa)
- Che Pyhare Mombyry, en español Mi Noche Lejana (Augusto y Sergio González)
- Fantasía Guaraní (Oscar Benito)
- Che Symi Porã (Mauricio Cardozo Ocampo)
- Che Trompo Arasa (letra: Eduardo Rayo; música: Herminio Giménez)
- 13 Tuyutí (interpretado por Francisco Russo)
- Mi Corrientes Porã (letra: Lito Bayardo; música: Eladio Martínez)
- El Boyerito (Enrique Samaniego)
- Pasionaria (letra: Antonio Ortiz Mayans; música: Félix Pérez Cardozo)
- Es Linda Nuestra Tierra (letra: Manuel Frutos Pane; música: Eladio Martínez)
- Ne Porã Che Paraguay (Toribio Rodríguez)
- Paloma Blanca (Neneco Norton)
- Tren Lechero (música: Félix Pérez Cardozo; interpretado por Guaraní Soul Sessions)
- Bravo Paraguay (Juan Alfonso Ramírez)
- Palomita Mensajera (Hilarión Correa)
- Silbido Paraguayo (Horacio Guarany)
- Dos Trocitos De Madera (Maneco Galeano)
- Reclina Tu Cabecita En Mi Hombro (Oscar Benito)
- El Arriero (letra: Rigoberto Fontao Meza; música: Félix Pérez Cardozo)
- Yo Nací En El Paraguay (Venancio Morinigo)
- Vergel Luqueño (Alberto de Luque)
- Virgencita De Caacupé (Federico Riera)
- Ka'i Jeroky (Nicolás Caballero)
- Che Roga (Constantino Almirón y Silvio Laterza; interpretado por Betty Figueredo)
- Paraguaya Linda (Mauricio Cardozo Ocampo)
- Josefina (Mauricio Cardozo Ocampo)
- Mi Querido Paraguay (Alberto de Luque)
- Punteada Okara (Enrique Coeffier)
- Ingratitud (Andrés Cuenca Saldivar)
- Qué Linda Es Mi Bandera (Mauricio Cardozo Ocampo)
- Gallito Cantor (José Asunción Flores)
- Despierta Mi Angelina (Emiliano R. Fernández)
- Musiqueada Che Ámape (José Asunción Flores)
- Esperanza Mía (Demetrio Ortiz)
- Che La Reina (letra: Emiliano R. Fernández; música: Félix Pérez Cardozo)
- Nanawa (Julián Alarcón)
- Novia Querida (Carlos Bordón)
- Llegada (Félix Pérez Cardozo)
- Tierra Colorada (letra: Carlos Abente; música: César Cataldo)
- Angel De La Sierra (Emilio Bobadilla Cáceres)
- Oiméva Che Róga (letra: Félix Fernández; música: Agustín Barboza)
- Nde Resa Kuarahy'ame (Julián Alarcón)
- Misionera (Fernando Bustamante)
- Mi Serenata Arribeña (Carlos Miguel Jiménez y Emilio Bobadilla Cáceres)
- Al Pie De Tu Reja (letra: Fernando Rivarola; música: Remberto Giménez)
- Flor De Pilar (Agustín Barboza)
- Chokokue Mborayhu (Carlos Miguel Jiménez y Julián Alarcón)
- Isla Sakã (Santiago Cortesi)
- Desengaño (Yiyo Arce y Emiliano R. Fernández)
- Alondra Feliz (Carlos Miguel Jiménez y Emilio Bobadilla Cáceres)
- Ange Pyhare (Aparicio de los Rios)
- Ñesuhãme (letra: Emiliano R. Fernández; música: Julio Sánchez)
- Despertar Nativo (Luis Bordón)
- En Ti Hallé Consuelo (Félix Pérez Cardozo y Lalo Villalba)
- Dulce Tierra Mía (Agustín Barboza)
- Nde Tapére (Emigdio Ayala Báez)
- Oñondivemi (Agustín Barboza)
- Tres De Mayo (Julián Alarcón)
- Peregrino Trovador (Melanio Alvarenga y Emilio Bobadilla Cáceres)
- Danzarina (Serafín Francia Campos)
- Causa Ne Ñaña (letra: Emiliano R. Fernández; música: Diosnel Chase)
- Buscándote (Neneco Norton)
- Campamento Cerro León (Remberto Giménez)
- Color Del Alba (letra: Elvio Romero; música: Carlos Noguera)
- Bella Palomita (Emigdio Ayala Báez)
- Virginia (Diosnel Chase y Teodoro Mongelós)
- Che Mbo'eharépe (letra: Epifanio Méndez Fleitas; música: Teodoro Mongelós)
- Cascada (Digno García)
- Añoranza Guaireña (Rubito Medina)
- Che Kambamíme (Digno García)
- Chipera Luque (Emilio Bobadilla Cáceres)
- Paloma Del Amor (Edgar Galeano)
- Arpa Paraguaya (Luis Bordón)
- Al Regresar (letra: Emiliano R. Fernández; música: Félix Pérez Cardozo)
- Asunceña (Félix Pérez Cardozo y Antonio Ortiz Mayans)
- Chokokue Purahéi (Mauricio Cardozo Ocampo y Francisco Alvarenga)
- Ko'eti Jave (Emilio Bobadilla Cáceres)
- Santa Fe (Félix Pérez Cardozo)
- Falso Recuerdo (Arnaldo Benítez y Ireneo Ojeda Aquino)
- Ndeve Guara Santaní (Juan Galeano Morel)
- Minero Sapukái (Emilio Bigi)
- Tetãgua Sapukái (letra: Víctor Montórfano; música: Félix Pérez Cardozo)
- Villa Pastoreo (Enrique Samaniego)
- A La Flor De Acahay (letra: Valois Cañete; música: Demetrio Ortiz)
- Cariñito Mío (letra: Loreta Dartés; música: Diosnel Chase)
- Apytavo Che Añomi (Ramón Mendoza y Eulogio Ayala Recalde)
- Ava Retâ Ko'ê (Carlos Abente y César Cataldo)
- Mi Despedida (Félix Pérez Cardozo)